# Elecciones presidenciales de Egipto de 1976
Las elecciones presidenciales de Egipto de 1976 se llevaron a cabo el 16 de septiembre y fueron un referéndum para respaldar o rechazar la candidatura parlamentaria de Anwar el Sadat, presidente incumbente, que no tuvo oposición. Fue la última elección del régimen nasserista, a pesar de que ahora tres partes del partido único competían entre sí. Sin embargo, las elecciones presidenciales continuarían siendo referéndums hasta 2005, y no habría una elección limpia hasta 2012. La participación electoral fue del 95.75 por ciento, y Sadat fue reelegido con el 99.87% de los votos.

## Resultados
| Elección                           | Votos     | %     |
| ---------------------------------- | --------- | ----- |
| A favor                            | 9.145.683 | 99.87 |
| En contra                          | 5.605     | 0.06  |
| Votos en blanco/inválidos          | 6.257     | 0.07  |
| Total                              | 9,157,545 | 100   |
| Votantes registrados/participación | 9.564.482 | 95.75 |
| Fuente:                            |           |       |